# فانيسا مينغا
فانيسا مينغا (بالبرتغالية: Vanessa Menga) مواليد 20 أكتوبر 1976 في ساو باولو، هي لاعبة كرة مضرب برازيلية سابقة بدأت مسيرتها كمحترفة سنة 1995 وكانت تلعب باليد اليمنى، اعتزلت اللعب في 2003. أعلى تصنيف لها في الفردي كان 163. أعلى تصنيف لها في الزوجي كان 93. سبق أن شاركت في دورة الألعاب الأولمبية الصيفية.

## الميداليات
| الميدالية | المسابقة                    |
| --------- | --------------------------- |
| ذهبية     | دورة الألعاب الأمريكية 1999 |

## وصلات خارجية
- فانيسا مينغا على موقع رابطة محترفات التنس (الإنجليزية)
- فانيسا مينغا على موقع الاتحاد الدولي لكرة المضرب (الإنجليزية)
- فانيسا مينغا على موقع كأس بيلي جين كينغ (الإنجليزية)
- فانيسا مينغا على موقع خلاصة التنس.كوم (الإنجليزية)
- فانيسا مينغا على موقع اللجنة الأولمبية الدولية (الإنجليزية)
- فانيسا مينغا على موقع أوليمبيديا (الإنجليزية)

- الموقع الرسمي